# Lambert Anthony Hoch
Lambert Anthony Hoch (* 6. Februar 1903 in Elkton, South Dakota; † 27. Juni 1990) war ein US-amerikanischer Geistlicher und römisch-katholischer Bischof von Sioux Falls.

## Leben
Lambert Anthony Hoch empfing am 30. Mai 1928 das Sakrament der Priesterweihe.
Papst Pius XII. ernannte ihn am 23. Januar 1952 zum Bischof von Bischof von Bismarck. Die Bischofsweihe spendete ihm der Apostolische Delegat in den Vereinigten Staaten, Amleto Giovanni Cicognani, am 25. März desselben Jahres; Mitkonsekratoren waren der Bischof von Sioux Falls, William Otterwell Brady, und der Bischof von Crookston, Francis Joseph Schenk.
Papst Pius XII. ernannte ihn am 27. November 1956 zum Bischof von Sioux Falls. Die Amtseinführung fand am 5. Dezember desselben Jahres statt. Er nahm an allen vier Sitzungsperioden des Zweiten Vatikanischen Konzils als Konzilsvater teil.
Papst Paul VI. nahm am 13. Juni 1978 seinen altersbedingten Rücktritt an.